# Armadillidium voidiensis
Armadillidium voidiensis là một loài chân đều trong họ Armadillidiidae. Loài này được Strouhal miêu tả khoa học năm 1937.